# Liste des anciennes communes du Finistère
Cette page a pour but de retracer toutes les modifications communales dans le département du Finistère : les anciennes communes qui ont existé depuis la Révolution française, ainsi que les créations, les modifications officielles de nom, ainsi que les échanges de territoires entre communes.
Le nombre de communes n'a que peu fluctué dans le département du Finistère. Comme les autres départements bretons, il est vrai que le département, relativement étendu, avait été découpé en un petit nombre de communes à la Révolution. De 287 en 1800 , ce nombre a culminé à 301 en 1944, à la suite de la création de quelques communes. Depuis lors, quelques regroupements ont eu lieu, un mouvement amorcé dès la fin de la Seconde guerre mondiale autour des grandes villes du département, puis un peu relancé à la suite de l'adoption de la loi NOTRe, ramenant le nombre de communes à 277 (au 1er janvier 2025).

## Transfert vers un autre département
| Département d'origine | Département de rattachement | Commune concernée | Date (et nature) de la décision |
| --------------------- | --------------------------- | ----------------- | ------------------------------- |
| MORBIHAN              | FINISTÈRE                   | Locunolé          | 4 avril 1857 (Arrêté)           |

## Fusions
| Nom de la nouvelle commune  | Communes réunies            | Régime                                     | Date (et nature) de la décision                     | Date d'effet                    |
| --------------------------- | --------------------------- | ------------------------------------------ | --------------------------------------------------- | ------------------------------- |
| Poullaouen                  | Poullaouen                  | commune nouvelle (avec communes déléguées) | 1er décembre 2018 (Arrêté)                          | 1er janvier 2019                |
| Poullaouen                  | Locmaria-Berrien            | commune nouvelle (avec communes déléguées) | 1er décembre 2018 (Arrêté)                          | 1er janvier 2019                |
| Plouigneau                  | Plouigneau                  | commune nouvelle (avec communes déléguées) | 28 septembre 2018 (Arrêté)                          | 1er janvier 2019                |
| Plouigneau                  | Le Ponthou                  | commune nouvelle (avec communes déléguées) | 28 septembre 2018 (Arrêté)                          | 1er janvier 2019                |
| Milizac-Guipronvel          | Guipronvel                  | commune nouvelle (avec communes déléguées) | 29 juin 2016 (Arrêté)                               | 1er janvier 2017                |
| Milizac-Guipronvel          | Milizac                     | commune nouvelle (avec communes déléguées) | 29 juin 2016 (Arrêté)                               | 1er janvier 2017                |
| Plounéour-Brignogan-plages  | Brignogan-Plages            | commune nouvelle (avec communes déléguées) | 29 juin 2016 (Arrêté)                               | 1er janvier 2017                |
| Plounéour-Brignogan-plages  | Plounéour-Trez              | commune nouvelle (avec communes déléguées) | 29 juin 2016 (Arrêté)                               | 1er janvier 2017                |
| Saint-Thégonnec Loc-Éguiner | Saint-Thégonnec             | commune nouvelle (avec communes déléguées) | 23 décembre 2015 (Arrêté)                           | 1er janvier 2016                |
| Saint-Thégonnec Loc-Éguiner | Loc-Eguiner-Saint-Thégonnec | commune nouvelle (avec communes déléguées) | 23 décembre 2015 (Arrêté)                           | 1er janvier 2016                |
| Audierne                    | Audierne                    | commune nouvelle (avec communes déléguées) | 16 octobre 2015 (Arrêté)                            | 1er janvier 2016                |
| Audierne                    | Esquibien                   | commune nouvelle (avec communes déléguées) | 16 octobre 2015 (Arrêté)                            | 1er janvier 2016                |
| Rosporden                   | Rosporden                   | fusion association                         | 7 décembre 1973 (Arrêté)                            | 1er janvier 1974                |
| Rosporden                   | Kernével                    | fusion association                         | 7 décembre 1973 (Arrêté)                            | 1er janvier 1974                |
| Porspoder                   | Porspoder                   | fusion                                     | 30 décembre 1970 (Arrêté) 17 février 1971 (Arrêté)  | 1er janvier 1971                |
| Porspoder                   | Larret                      | fusion                                     | 30 décembre 1970 (Arrêté) 17 février 1971 (Arrêté)  | 1er janvier 1971                |
| Le Faou                     | Le Faou                     | fusion                                     | 31 décembre 1970 (Décret)                           | 1er janvier 1971                |
| Le Faou                     | Rumengol                    | fusion                                     | 31 décembre 1970 (Décret)                           | 1er janvier 1971                |
| Pont-de-Buis-lès-Quimerc'h  | Pont-de-Buis                | fusion                                     | 13 janvier 1965 (Arrêté)                            | 1er février 1965                |
| Pont-de-Buis-lès-Quimerc'h  | Logonna-Quimerc'h           | fusion                                     | 13 janvier 1965 (Arrêté)                            | 1er février 1965                |
| Pont-de-Buis-lès-Quimerc'h  | Quimerc'h                   | fusion                                     | 13 janvier 1965 (Arrêté)                            | 1er février 1965                |
| Quimper                     | Quimper                     | fusion                                     | 11 décembre 1959 (Arrêté)                           | 13 février 1960                 |
| Quimper                     | Ergué-Armel                 | fusion                                     | 11 décembre 1959 (Arrêté)                           | 13 février 1960                 |
| Quimper                     | Kerfeunteun                 | fusion                                     | 11 décembre 1959 (Arrêté)                           | 13 février 1960                 |
| Quimper                     | Penhars                     | fusion                                     | 11 décembre 1959 (Arrêté)                           | 13 février 1960                 |
| Concarneau                  | Concarneau                  | fusion                                     | 9 février 1959 (Arrêté)                             | 22 février 1959                 |
| Concarneau                  | Lanriec                     | fusion                                     | 9 février 1959 (Arrêté)                             | 22 février 1959                 |
| Morlaix                     | Morlaix                     | fusion                                     | 9 février 1959 (Arrêté)                             | 22 février 1959                 |
| Morlaix                     | Ploujean                    | fusion                                     | 9 février 1959 (Arrêté)                             | 22 février 1959                 |
| Carhaix-Plouguer            | Carhaix                     | fusion                                     | 30 novembre 1956 (Arrêté)                           | 1er janvier 1957                |
| Carhaix-Plouguer            | Plouguer                    | fusion                                     | 30 novembre 1956 (Arrêté)                           | 1er janvier 1957                |
| Pont-Aven                   | Pont-Aven                   | fusion                                     | 22 décembre 1954 (Arrêté)                           | 28 janvier 1955                 |
| Pont-Aven                   | Nizon                       | fusion                                     | 22 décembre 1954 (Arrêté)                           | 28 janvier 1955                 |
| Concarneau                  | Concarneau                  | fusion                                     | 27 août 1945 (Arrêté)                               | 20 septembre 1945               |
| Concarneau                  | Beuzec-Conq                 | fusion                                     | 27 août 1945 (Arrêté)                               | 20 septembre 1945               |
| Douarnenez                  | Douarnenez                  | fusion                                     | 14 juin 1945 (Arrêté)                               | 14 juin 1945                    |
| Douarnenez                  | Ploaré                      | fusion                                     | 14 juin 1945 (Arrêté)                               | 14 juin 1945                    |
| Douarnenez                  | Pouldavid-sur-Mer           | fusion                                     | 14 juin 1945 (Arrêté)                               | 14 juin 1945                    |
| Douarnenez                  | Tréboul                     | fusion                                     | 14 juin 1945 (Arrêté)                               | 14 juin 1945                    |
| Brest                       | Brest                       | fusion                                     | 27 avril 1945 (Ordonnance) 6 décembre 1945 (Décret) | 29 avril 1945                   |
| Brest                       | Lambézellec                 | fusion                                     | 27 avril 1945 (Ordonnance) 6 décembre 1945 (Décret) | 29 avril 1945                   |
| Brest                       | Saint-Marc                  | fusion                                     | 27 avril 1945 (Ordonnance) 6 décembre 1945 (Décret) | 29 avril 1945                   |
| Brest                       | Saint-Pierre-Quilbignon     | fusion                                     | 27 avril 1945 (Ordonnance) 6 décembre 1945 (Décret) | 29 avril 1945                   |
| Plogastel-Saint-Germain     | Plogastel-Saint-Germain     | fusion                                     | 1er septembre 1832 (Ordonnance)                     | 1er septembre 1832 (Ordonnance) |
| Plogastel-Saint-Germain     | Saint-Honoré                | fusion                                     | 1er septembre 1832 (Ordonnance)                     | 1er septembre 1832 (Ordonnance) |
| Pouldreuzic                 | Pouldreuzic                 | fusion                                     | 17 avril 1827 (Ordonnance)                          | 17 avril 1827 (Ordonnance)      |
| Pouldreuzic                 | Lababan                     | fusion                                     | 17 avril 1827 (Ordonnance)                          | 17 avril 1827 (Ordonnance)      |
| Plonéour-Lanvern            | Plonéour                    | fusion                                     | 31 janvier 1827 (Ordonnance)                        | 31 janvier 1827 (Ordonnance)    |
| Plonéour-Lanvern            | Lanvern                     | fusion                                     | 31 janvier 1827 (Ordonnance)                        | 31 janvier 1827 (Ordonnance)    |
| Landéda                     | Landéda                     | fusion                                     | 30 octobre 1822 (Ordonnance)                        | 30 octobre 1822 (Ordonnance)    |
| Landéda                     | Brouennou                   | fusion                                     | 30 octobre 1822 (Ordonnance)                        | 30 octobre 1822 (Ordonnance)    |
| Plonévez-du-Faou            | Plonévez-du-Faou            | fusion                                     | 14 décembre 1820 (Ordonnance)                       | 14 décembre 1820 (Ordonnance)   |
| Plonévez-du-Faou            | Le Quilliou                 | fusion                                     | 14 décembre 1820 (Ordonnance)                       | 14 décembre 1820 (Ordonnance)   |
| Briec                       | Briec                       | fusion                                     | 1792-1793                                           | 1792-1793                       |
| Briec                       | Quilinen                    | fusion                                     | 1792-1793                                           | 1792-1793                       |
| Le Conquet                  | Le Conquet                  | fusion                                     | 1792-1793                                           | 1792-1793                       |
| Le Conquet                  | Lochrist                    | fusion                                     | 1792-1793                                           | 1792-1793                       |
| Le Drennec                  | Le Drennec                  | fusion                                     | 1792-1793                                           | 1792-1793                       |
| Le Drennec                  | Bréventec                   | fusion                                     | 1792-1793                                           | 1792-1793                       |
| Fouesnant                   | Fouesnant                   | fusion                                     | 1792-1793                                           | 1792-1793                       |
| Fouesnant                   | Locaman                     | fusion                                     | 1792-1793                                           | 1792-1793                       |
| Hanvec                      | Hanvec                      | fusion                                     | 1792-1793                                           | 1792-1793                       |
| Hanvec                      | Lanvoy                      | fusion                                     | 1792-1793                                           | 1792-1793                       |
| Loctudy                     | Loctudy                     | fusion                                     | 1792-1793                                           | 1792-1793                       |
| Loctudy                     | Plonivel (une partie)       | fusion                                     | 1792-1793                                           | 1792-1793                       |
| Plobannalec                 | Plobannalec                 | fusion                                     | 1792-1793                                           | 1792-1793                       |
| Plobannalec                 | Plonivel (une partie)       | fusion                                     | 1792-1793                                           | 1792-1793                       |
| Melgven                     | Melgven                     | fusion                                     | 1792-1793                                           | 1792-1793                       |
| Melgven                     | Cadol                       | fusion                                     | 1792-1793                                           | 1792-1793                       |
| Mespaul                     | Mespaul                     | fusion                                     | 1792-1793                                           | 1792-1793                       |
| Mespaul                     | Sainte-Catherine            | fusion                                     | 1792-1793                                           | 1792-1793                       |
| Plougonvelin                | Plougonvelin                | fusion                                     | 1792-1793                                           | 1792-1793                       |
| Plougonvelin                | Saint-Mathieu-de-Fine-Terre | fusion                                     | 1792-1793                                           | 1792-1793                       |
| Plougonven                  | Plougonven                  | fusion                                     | 1792-1793                                           | 1792-1793                       |
| Plougonven                  | Saint-Eutrope               | fusion                                     | 1792-1793                                           | 1792-1793                       |
| Plouguerneau                | Plouguerneau                | fusion                                     | 1792-1793                                           | 1792-1793                       |
| Plouguerneau                | Tréménec'h                  | fusion                                     | 1792-1793                                           | 1792-1793                       |
| Ploumoguer                  | Ploumoguer                  | fusion                                     | 1792-1793                                           | 1792-1793                       |
| Ploumoguer                  | Lamber                      | fusion                                     | 1792-1793                                           | 1792-1793                       |
| Poullaouen                  | Poullaouen                  | fusion                                     | 1792-1793                                           | 1792-1793                       |
| Poullaouen                  | Saint-Tudec                 | fusion                                     | 1792-1793                                           | 1792-1793                       |
| Quimperlé                   | Quimperlé                   | fusion                                     | 1792-1793,                                          | 1792-1793,                      |
| Quimperlé                   | Lothéa                      | fusion                                     | 1792-1793,                                          | 1792-1793,                      |
| Quimperlé                   | Saint-David                 | fusion                                     | 1792-1793,                                          | 1792-1793,                      |
| La Roche-Maurice            | La Roche-Maurice            | fusion                                     | 1792-1793                                           | 1792-1793                       |
| La Roche-Maurice            | Pont-Christ                 | fusion                                     | 1792-1793                                           | 1792-1793                       |
| Saint-Urbain                | Saint-Urbain                | fusion                                     | 1792-1793                                           | 1792-1793                       |
| Saint-Urbain                | Trévarn                     | fusion                                     | 1792-1793                                           | 1792-1793                       |
| Saint-Yvy                   | Saint-Yvy                   | fusion                                     | 1792-1793                                           | 1792-1793                       |
| Saint-Yvy                   | Locmaria-an-Hent            | fusion                                     | 1792-1793                                           | 1792-1793                       |
| Bannalec                    | Bannalec                    | fusion                                     | 1790-1792                                           | 1790-1792                       |
| Bannalec                    | Trébalay                    | fusion                                     | 1790-1792                                           | 1790-1792                       |
| Plomelin                    | Plomelin                    | fusion                                     | 1790-1792                                           | 1790-1792                       |
| Plomelin                    | Bodivit                     | fusion                                     | 1790-1792                                           | 1790-1792                       |
| Plomeur                     | Plomeur                     | fusion                                     | 1790-1792                                           | 1790-1792                       |
| Plomeur                     | Beuzec-Cap-Caval            | fusion                                     | 1790-1792                                           | 1790-1792                       |
| Plounévézel                 | Plounévézel                 | fusion                                     | 1790-1792                                           | 1790-1792                       |
| Plounévézel                 | Sainte-Catherine            | fusion                                     | 1790-1792                                           | 1790-1792                       |
| Scrignac                    | Scrignac                    | fusion                                     | 1790-1792                                           | 1790-1792                       |
| Scrignac                    | Coat-Quéau                  | fusion                                     | 1790-1792                                           | 1790-1792                       |
| Le Tréhou                   | Le Tréhou                   | fusion                                     | 1790-1792                                           | 1790-1792                       |
| Le Tréhou                   | Trévéreur                   | fusion                                     | 1790-1792                                           | 1790-1792                       |

## Créations
| Nom de la commune créée | Commune affectée  | Mode de création | Date (et nature) de la décision | Date d'effet              |
| ----------------------- | ----------------- | ---------------- | ------------------------------- | ------------------------- |
| Pont-de-Buis            | Quimerc'h         | Démembrement     | 20 août 1949 (Décret)           | 27 août 1949              |
| Pont-de-Buis            | Saint-Ségal       | Démembrement     | 20 août 1949 (Décret)           | 27 août 1949              |
| Pont-de-Buis            | Le Faou           | Démembrement     | 20 août 1949 (Décret)           | 27 août 1949              |
| Brignogan               | Plounéour-Trez    | Démembrement     | 27 janvier 1934 (Loi)           | 27 janvier 1934 (Loi)     |
| Kerlaz                  | Plonévez-Porzay   | Démembrement     | 5 janvier 1932 (Loi)            | 5 janvier 1932 (Loi)      |
| Saint-Rivoal            | Brasparts         | Démembrement     | 2 avril 1925 (Loi)              | 2 avril 1925 (Loi)        |
| Santec                  | Roscoff           | Démembrement     | 4 août 1920 (Loi)               | 4 août 1920 (Loi)         |
| Santec                  | Saint-Pol-de-Léon | Démembrement     | 4 août 1920 (Loi)               | 4 août 1920 (Loi)         |
| Pouldavid-sur-Mer       | Pouldergat        | Démembrement     | 22 octobre 1919 (Loi)           | 22 octobre 1919 (Loi)     |
| Landudal                | Briec             | Démembrement     | 8 juillet 1901 (Loi)            | 8 juillet 1901 (Loi)      |
| Le Juch                 | Ploaré            | Démembrement     | 5 avril 1899 (Loi)              | 5 avril 1899 (Loi)        |
| Le Relecq-Kerhuon       | Guipavas          | Démembrement     | 30 mars 1896 (Loi)              | 30 mars 1896 (Loi)        |
| Landrévarzec            | Briec             | Démembrement     | 25 mai 1893 (Loi)               | 25 mai 1893 (Loi)         |
| Gourlizon               | Plonéis           | Démembrement     | 31 mars 1892 (Loi)              | 31 mars 1892 (Loi)        |
| Brennilis               | Loqueffret        | Démembrement     | 5 avril 1884 (Décret)           | 5 avril 1884 (Décret)     |
| Saint-Derrien           | Plounéventer      | Démembrement     | 15 mars 1882 (Décret)           | 15 mars 1882 (Décret)     |
| Tréboul                 | Poullan           | Démembrement     | 12 juillet 1880 (Loi)           | 12 juillet 1880 (Loi)     |
| Guilvinec               | Plomeur           | Démembrement     | 6 avril 1880 (Décret)           | 6 avril 1880 (Décret)     |
| La Forêt                | Fouesnant         | Démembrement     | 14 juillet 1873 (Loi)           | 14 juillet 1873 (Loi)     |
| Lanvéoc                 | Crozon            | Démembrement     | 18 juillet 1872 (Arrêté)        | 18 juillet 1872 (Arrêté)  |
| Loc-Eguiner             | Plounéour-Ménez   | Démembrement     | 31 décembre 1866 (Décret)       | 31 décembre 1866 (Décret) |
| Botmeur                 | Berrien           | Démembrement     | 22 mars 1851 (Loi)              | 22 mars 1851 (Loi)        |
| Port-Launay             | Châteaulin        | Démembrement     | 15 juillet 1840 (Loi)           | 15 juillet 1840 (Loi)     |
| Port-Launay             | Saint-Ségal       | Démembrement     | 15 juillet 1840 (Loi)           | 15 juillet 1840 (Loi)     |

## Modifications de nom officiel
| Ancien nom           | Nouveau nom                 | Date (et nature) de la décision |
| -------------------- | --------------------------- | ------------------------------- |
| Peumérit             | Peumerit                    | 1er août 2012 (Décret)          |
| Saint-Yvy            | Saint-Yvi                   | 12 septembre 2005 (Décret)      |
| Plouézoch            | Plouezoc'h                  | 10 avril 2002 (Décret)          |
| Meilars              | Confort-Meilars             | 1er février 2001 (Décret)       |
| Plobannalec          | Plobannalec-Lesconil        | 1er février 2001 (Décret)       |
| La Roche             | La Roche-Maurice            | 11 juin 1979 (Décret)           |
| Châteauneuf          | Châteauneuf-du-Faou         | 7 août 1958 (Décret)            |
| Plourin              | Plourin-lès-Morlaix         | 29 octobre 1955 (Décret)        |
| Le Cloître           | Le Cloître-Pleyben          | 25 mai 1955 (Décret)            |
| Le Cloître           | Le Cloître-Saint-Thégonnec  | 25 mai 1955 (Décret)            |
| La Forest            | La Forest-Landerneau        | 25 mai 1955 (Décret)            |
| La Forêt             | La Forêt-Fouesnant          | 25 mai 1955 (Décret)            |
| Loc-Eguiner          | Loc-Eguiner-Saint-Thégonnec | 25 mai 1955 (Décret)            |
| Locmaria             | Locmaria-Berrien            | 25 mai 1955 (Décret)            |
| Telgruc              | Telgruc-sur-Mer             | 3 décembre 1936 (Décret)        |
| Brignogan            | Brignogan-Plages            | 11 août 1936 (Décret)           |
| Poullan              | Poullan-sur-Mer             | 27 décembre 1935 (Décret)       |
| Guiler               | Guiler-sur-Goyen            | 15 novembre 1932 (Décret)       |
| Moëlan               | Moëlan-sur-Mer              | 5 août 1929 (Décret)            |
| Loc-Éguiner-Ploudiry | Loc-Éguiner-Landivisiau     | 4 février 1914 (Décret)         |
| Riec                 | Riec-sur-Bélon              | 15 décembre 1898 (Décret)       |
| Camaret              | Camaret-sur-Mer             | 26 février 1892 (Décret)        |
| Perguet              | Bénodet                     | 15 mars 1878 (Décret)           |
| Guicquelleau         | Le Folgoët                  | 2 décembre 1829 (Ordonnance)    |

## Modifications de limites communales
Le plus souvent, les modifications des limites communales décidées par arrêtés préfectoraux ne sont pas répertoriées dans le Journal officiel ni dans le Bulletin officiel.
| La commune de ...                            | ... cède du territoire à la commune de ...   | Précisions | Date (et nature) de la décision |
| -------------------------------------------- | -------------------------------------------- | --- | ------------------------------- |
| Lanrivoaré                                   | Saint-Renan                                  | 59 habitants | 4 mai 1987 (Arrêté)             |
| Plouigneau                                   | Le Ponthou                                   | 11 habitants | 17 mai 1985 (Arrêté)            |
| Kersaint-Plabennec                           | Saint-Thonan                                 | Hameaux de Mestalic, Lesnon et Cosglouët 29 habitants Superficie de 67 ha 72 a 60 ca                                                                                                | 9 novembre 1979 (Décret) ,      |
| Melgven                                      | Rosporden                                    | 1 148 habitants Superficie de 398 ha | 26 avril 1976 (Décret)          |
| Hanvec                                       | Le Faou                                      | | 31 décembre 1970 (Décret)       |
| Scaër Roudouallec (Département du Morbihan)  | Roudouallec (Département du Morbihan) Scaër  | | 1er décembre 1966 (Décret)      |
| Plabennec                                    | Kersaint-Plabennec                           | 6 habitants | 29 décembre 1961 (Arrêté)       |
| Ploumoguer                                   | Le Conquet                                   | Presqu’île de Kermorvan, à l’exception de la ferme de Lanfeust 33 habitants | 26 septembre 1961 (Décret)      |
| Plouigneau                                   | Morlaix                                      | Quartiers de la Fouasserie et le Moulin d’Huile 12 habitants | 9 septembre 1961 (Décret)       |
| Motreff                                      | Carhaix-Plouguer                             | Village de l'Île Superficie de 20 ha 44 a 32 ca | 5 janvier 1959 (Arrêté)         |
| Peumérit                                     | Plogastel-Saint-Germain                      | Village de Kervayec 11 habitants | 22 juin 1956 (Décret)           |
| Plouguerneau                                 | Kernilis                                     | Ferme de Kerbrat-an-Dour 6 habitants | 22 mai 1956 (Décret)            |
| Bodilis                                      | Landivisiau                                  | Villages de Lestrévignon, Créac’hiller, Bégavel, Kervalret, Kergalvézoc, Kernéguez, Pen-ar-Parc, le Canardic, le Haut-de-la-Montagne, et une partie de la Croix-des-Maltoutiers     | 2 mai 1956 (Décret)             |
| Guissény                                     | Saint-Frégant                                | Villages de Kervolant, Lessinguet et Kerisquin-Vras | 4 juillet 1955 (Arrêté)         |
| Plouzané                                     | Saint-Renan                                  | Villages de Quillimerrien, Trévisquin-Bian, Trévisquin-Bras, Kérastanc, Kernévézic, Kérarguen, le Poteau, Mespaul, Kéravel et Pontavennec                                           | 25 mai 1955 (Décret)            |
| Milizac                                      | Saint-Renan                                  | Villages de Penhoat, Kéradraon, Kergozan, Douric, Kéravel, Kerborzoc, Manoir-de-Kerborzoc, Lanven, Bout-du-Pont et Kerzu-Vian                                                       | 25 mai 1955 (Décret)            |
| Plouarzel                                    | Saint-Renan                                  | Village de Pont-du-Château | 25 mai 1955 (Décret)            |
| Milizac                                      | Bohars                                       | Villages de Poulrinou, Kérangall, Kerdonval, Boudiguès et Guillermit | 25 mai 1955 (Décret)            |
| Plouider                                     | Saint-Méen                                   | Villages de le Duc, Goariven, Créac’h-Mick, Breunen, Beuz, Lescoat, Morizur, Ty-Poaz, Lescuz, Prat-ar-Roc’h et Mespérénez                                                           | 20 décembre 1954 (Décret)       |
| Plouzévédé                                   | Plouvorn                                     | Villages de Lesvenant-en-Plouzévédé | 9 avril 1953 (Décret)           |
| Rosnoën                                      | Le Faou                                      | Hameau de Toul-ar-Hoat-ar-Briand | 3 avril 1953 (Arrêté)           |
| Plabennec                                    | Gouesnou                                     | Villages de Kergountez, le Crann et le Mendy | 5 mai 1950 (Décret)             |
| Le Drennec Kersaint-Plabennec                | Kersaint-Plabennec Le Drennec                | | 4 avril 1950 (Arrêté)           |
| Plovan                                       | Tréogat                                      | Village de Kerjean | 22 août 1949 (Arrêté)           |
| Plouvien                                     | Loc-Brévalaire                               | Village de Kergroas | 13 octobre 1948 (Arrêté)        |
| Plounéventer                                 | La Roche-Maurice                             | Villages de : Keravelloc, Créac’h-Méloch, Ty-Carré, Traon-Lez, le Lez, Lez-Elorn, Lez-Arster, Ker-Gabrielle, Ty-Ménez, Minoterie, Kerlys, et les Pants de Plounéventer              | 15 juillet 1948 (Décret)        |
| Plouider Ploudaniel Le Folgoët               | Lesneven                                     | | 1er octobre 1947 (Arrêté)       |
| Pencran                                      | Landerneau                                   | Quartier de la Garenne | 6 août 1947 (Arrêté)            |
| Plouhinec                                    | Pont-Croix                                   | Village de Kerydreuf-en-Plouhinec | 6 août 1947 (Arrêté)            |
| Plonévez-Porzay                              | Locronan                                     | | 8 janvier 1929 (Décret) ,       |
| Irvillac                                     | Daoulas                                      | Villages de Guen-Dérédec, Guernex, Kerisit, Runamoal, Pouligou, Rest-ar-Pouligou, Pont-ar-Pouligou, Ruenguen, Kernéis, Vernec, Izella, Vernec-Huella, Rosmellec, Kérigny, et Ménehy | 3 octobre 1922 (Décret)         |
| Saint-Urbain                                 | Daoulas                                      | Kernévez-Pont, Quélennec, et Guernapiquet | 3 octobre 1922 (Décret)         |
| Plounévez-Lochrist                           | Lanhouarneau                                 | Section de Trofagan | 28 février 1912 (Décret)        |
| Crozon                                       | Camaret-sur-Mer                              | | 3 juin 1908 (Décret)            |
| Melgven                                      | Rosporden                                    | | 1er août 1881 (Loi)             |
| Ploudaniel                                   | Le Folgoët                                   | Limite fixée par le ruisseau de Coat-Junval | 30 avril 1879 (Décret)          |
| Plouguin                                     | Coat-Méal                                    | | 24 juillet 1875 (Loi)           |
| Porspoder                                    | Lanildut                                     | Section de "Laber-il-Dut" | 20 février 1869 (Décret)        |
| Lambézellec                                  | Saint-Marc                                   | | 28 mai 1865 (Loi)               |
| Quimper Kerfeunteun Ergué-Armel              | Kerfeunteun Ergué-Armel Quimper              | | 27 avril 1864 (Loi)             |
| Lambézellec                                  | Brest                                        | | 2 mai 1861 (Loi)                |
| Querrien                                     | Locunolé                                     | | 4 avril 1857 (Loi)              |
| Brasparts                                    | Botmeur                                      | Territoire de Botcador | 20 avril 1854 (Loi)             |
| Crozon                                       | Roscanvel                                    | | 6 mai 1851 (Loi)                |
| Plouzané                                     | Saint-Renan                                  | | 28 novembre 1850 (Loi)          |
| Plourin Landunvez Lanildut Lanrivoaré Brélez | Lanildut Lanrivoaré Brélez Plourin Landunvez | | 22 mars 1850 (Loi)              |
| Saint-Pierre-Quilbignon                      | Brest                                        | Section de l'Ouest de la rivière de Penfeld | 25 avril 1847 (Loi)             |
| Lambézellec                                  | Brest                                        | Territoire du Fort-Bouguen, à l’Est de la rivière de Penfeld | 25 avril 1847 (Loi)             |
| Ploudaniel                                   | Saint-Méen                                   | Section de Gorré-ar-Barrès | 3 juillet 1846 (Loi)            |
| Quimper Kerfeunteun                          | Kerfeunteun Quimper                          | | 5 juin 1846 (Loi)               |
| Ergué-Armel                                  | Quimper                                      | | 5 juin 1846 (Loi)               |
| Plouguin                                     | Tréglonou                                    | Section de Vennec | 11 juin 1842 (Loi)              |

## Communes associées
Liste des communes ayant, à la suite d'une fusion, le statut de commune associée.
| Nom de la commune | Code INSEE | Fusion-association                    | Fusion-association | Fusion-association |
| Nom de la commune | Code INSEE | date de la décision                   | date d'effet       | commune absorbante |
| ----------------- | ---------- | ------------------------------------- | ------------------ | ------------------ |
| Kernével          | 29092      | arrêté préfectoral du 7 décembre 1973 | 1er janvier 1974   | Rosporden          |